# Serendib volans
Serendib volans är en spindelart som beskrevs av Christa L. Deeleman-Reinhold 2001.
Serendib volans ingår i släktet Serendib och familjen flinkspindlar. Inga underarter finns listade i Catalogue of Life.